# Casa Labbé
La casa Labbé es un inmueble ubicado en el barrio Vaticano de la localidad de Las Cruces, comuna de El Tabo, en la Región de Valparaíso, Chile. Construida en 1917, fue declarada monumento nacional de Chile, en la categoría de monumento histórico, mediante el Decreto n.º 110, del 10 de abril de 2015.
Fue diseñada por el arquitecto Josué Smith Solar, como residencia para Florindo Labbé Vivanco, y fue parte del proyecto original del barrio. Es una edificación de cuatro pisos, construida en madera bajo el sistema de balloon frame. La hija de Florindo, Olga, se casó con Pedro Jesús Rodríguez, por lo que la casa también es denominada como casa Rodríguez.